# Forces de communication et de cybersécurité des forces armées
Les Forces de communication et de cybersécurité des Forces armées de l'Ukraine (en ukrainien : Війська́ зв'язку́ та кібербезпеки Збройних сил Украї́ни, abrégé en ВЗтаКБ ЗСУ) désigne l'arme des transmissions dans les Forces armées de l'Ukraine.

## Historique

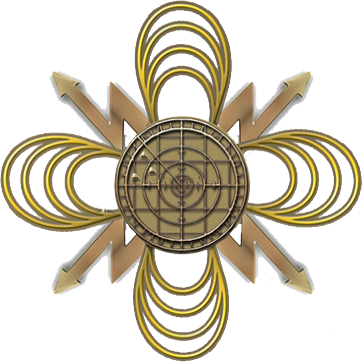
Ancien emblème des Forces de communication, datant de 2016.

Depuis le XIXe siècle existait des personnels pour la communication, en 1918, ils sont devenus des éléments distincts, l'état-major de chaque corps d'armée avait sa propre unité. Il existait alors 4 sections de radiotélégraphes. L'etmanat de P. Skoropadsky avait donc une unité de radiocommunication.
Le 4 janvier 1992, le département de communication de l'Armée rouge prêtait serment au peuple ukrainien et formait ainsi le premier bureau de communication de l'armée ukrainienne.
Le 8 février 2020, de nouveaux commandants furent nommés à la tête des forces armées ukrainiennes, le Général de division Yevhen Stepanenko pour cybersécurité.
Elle a été engagée lors de l'invasion de l'Ukraine par la Russie.

## Commandement
Depuis 2020 : général Evhen Stepanenko

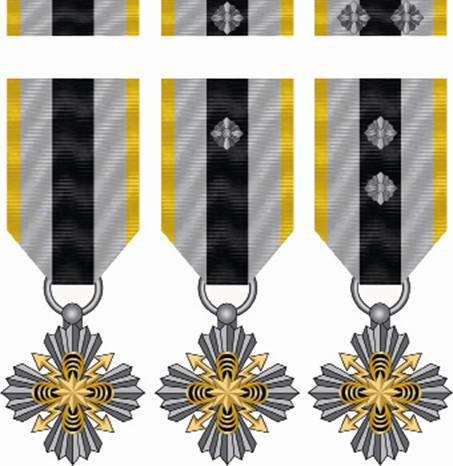
Médaille des Forces de communication et de cybersécurité décerné par le Ministère de la Défense (Ukraine).